# 行人台の戦い
行人台の戦い（ぎょうにんだいのたたかい）とは、永正18年（1521年）6月に、小弓公方足利義明と根木内城主（あるいは栗ケ沢城主）高城胤吉が下総国葛飾郡小金・行人台（現在の千葉県松戸市久保平賀）において戦ったとされる合戦。

## 概要
足利義明は小弓城の原氏（千葉氏家老）を追って同城に入り「小弓公方」を称した。これに対して原氏は重臣である高城氏に支配を任せていた小金へと逃れて再起を図った。このため、義明は原氏勢力の駆逐のために小金に兵を進め、同地を守る高城胤吉と一戦を交えたとされている。
この戦いに関する史料は乏しく正確な年月日を含めて詳細な経緯は不明であるが、東漸寺の住職がこの付近で夕方になると泣き叫ぶ声がして住民の往来が止まったために、戦死者の供養を行ったところ泣き声が止まったという伝承を伝えていることや大正5年（1916年）に付近を工事中に大量の人骨が発掘されたことから、同地で激しい戦いがあったことは事実であると考えられている。